# Георги Божков (журналист)
Вижте пояснителната страница за други личности с името Георги Божков.
Георги Александров Божков е български журналист и политик от първата половина на XX век.

## Биография
Роден е в 1894 година в Дупница, България. Брат е на Христо Божков. През Балканската война е македоно-одрински опълченец.
Завършва Висшето търговско училище в Берлин. Работи като журналист. В 1921 година става член на Българския земеделски народен съюз. Помощник-редактор е в изданието на Македонската федеративна организация „Македонско съзнание“ (1923 - 1926). Пише в социалистическия вестник „Народен студент“ (1932 - 1933). Член е на Националния съвет на Отечествения фронт. Народен представител е в ХХVІ Обикновено Народно събрание (1945 – 1946).